# Franz Troglauer
Franz Troglauer (* 8. Juli 1754 im Markt Mantel; † 6. Mai 1801 in Amberg) war ein deutscher Räuberhauptmann und Wilderer in der Oberpfalz und Franken.

## Leben

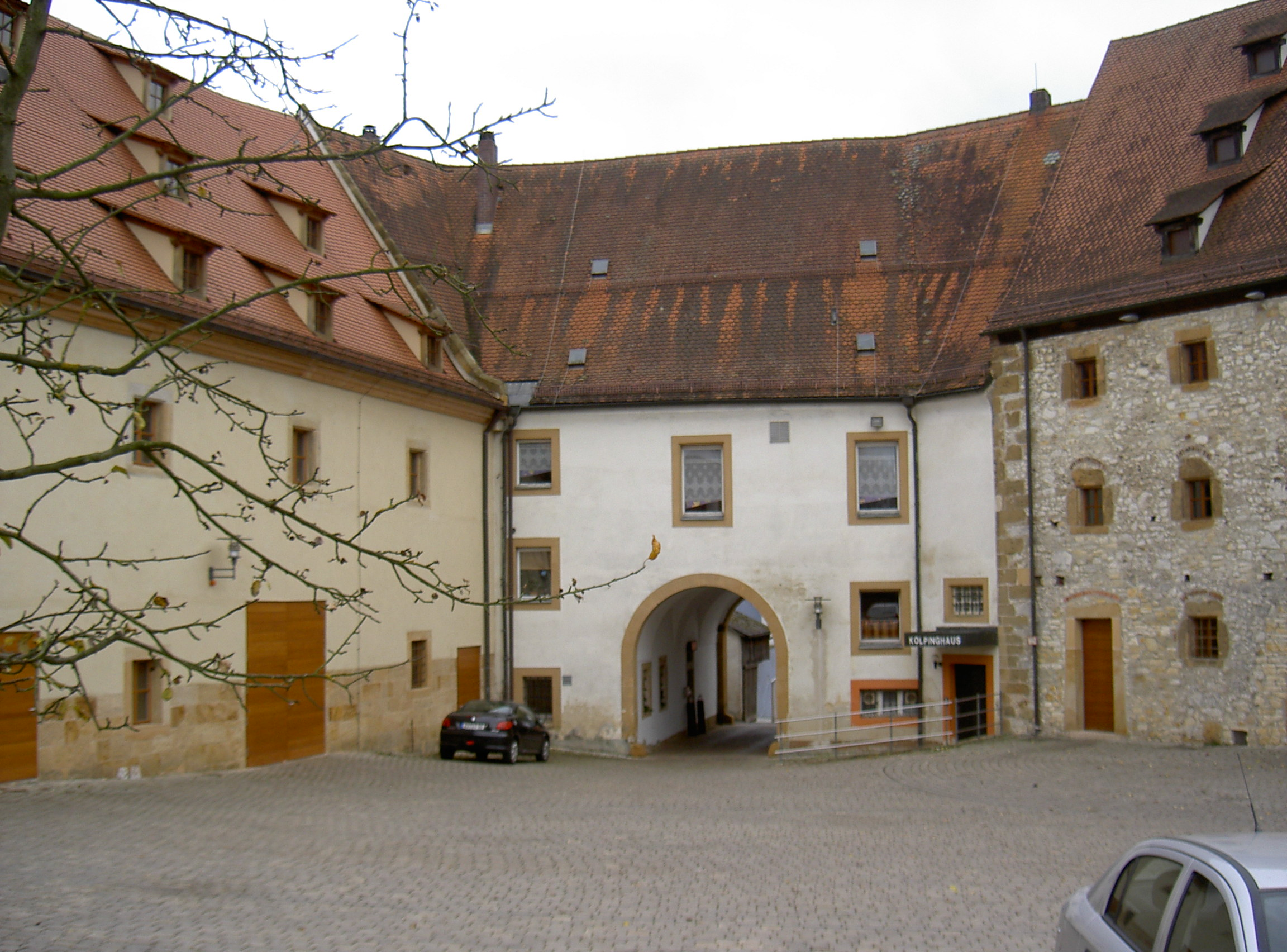
Vilseck Burg Dagestein. Hier saß Franz Troglauer 1796/97 in Untersuchungshaft, wahrscheinlich in einer Zelle nahe dem Eingangstor.

Geboren und aufgewachsen im Markt Mantel in der bayerischen Oberpfalz, soll er schon in seiner Jugend ein Dieb und Räuber gewesen sein. Nachdem er wegen verschiedener Vergehen dreimal im Amberger Zuchthaus eingesessen war (das erste Mal 1786), schloss er sich mit einigen Brüdern und Schwestern der später so genannten „Großen Fränkischen Diebes- und Räuberbande“ an. In dieser über 180-köpfigen Bande brachte er es schnell zum Rädelsführer. Bei einem Diebstahl in Bamberg entwendeten sie Beute im Wert von 12.000 Gulden – unter anderem den Bischofsstab des Weihbischofs.

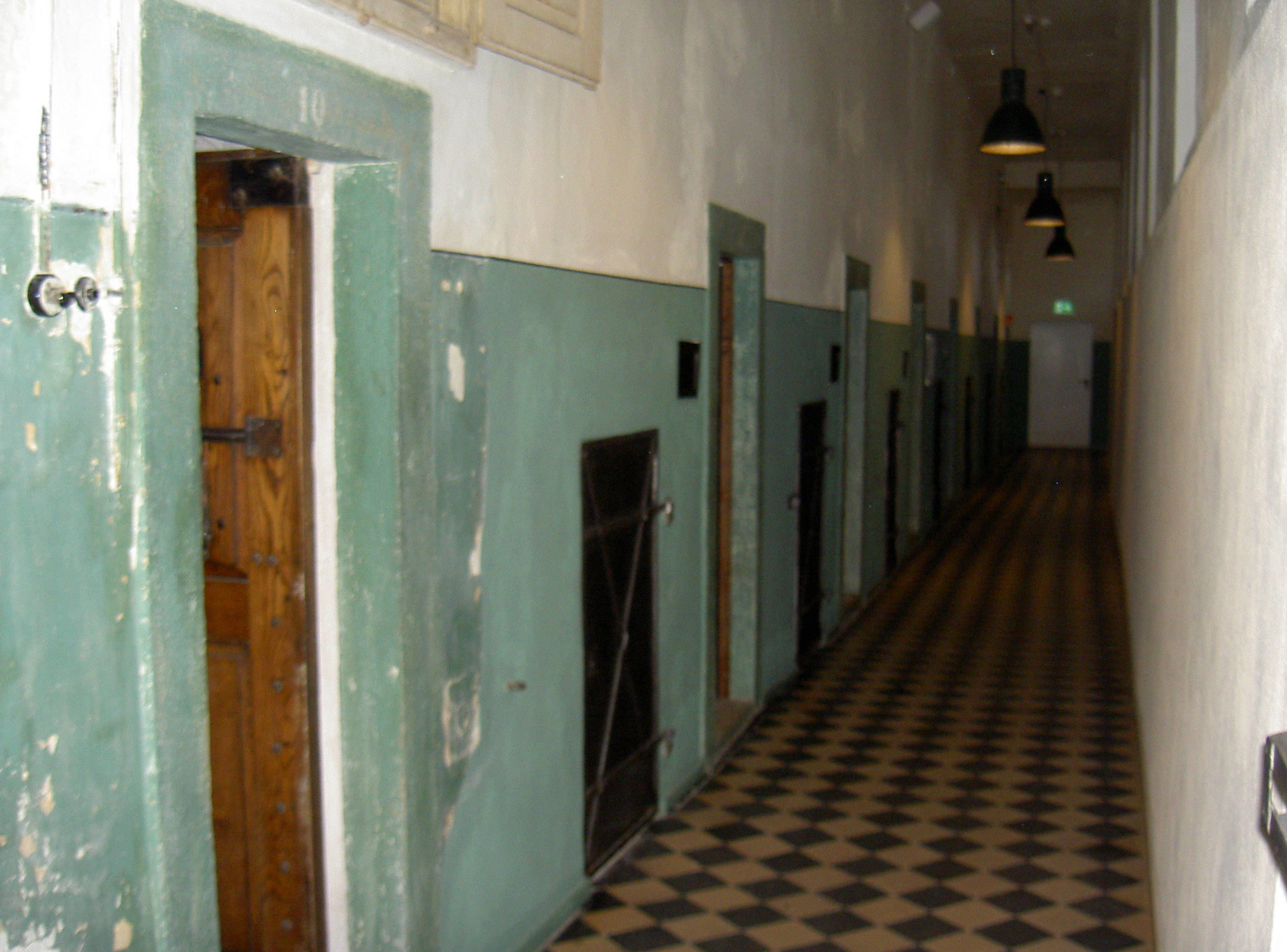
Zellenreihe in der Amberger Fronfeste. Hier war Franz Troglauer 1786 und 1800 bis 1801 eingesperrt.

1796/97 saß Troglauer wegen eines Pferdediebstahls in Untersuchungshaft in Vilseck. Diese Stadt war eine bambergische Enklave in bayerischem Gebiet. Obwohl man ihn dort ursprünglich zu ewigem Kerker verurteilen wollte, begnügte man sich, ihn an den Pranger zu stellen und danach des Landes zu verweisen.
Als die „Große Fränkische Diebes- und Räuberbande“ 1798 durch Verrat aufflog und viele Bandenmitglieder verhaftet wurden, musste Troglauer quer durch Bayern flüchten. In Regensburg wurde er verhaftet, konnte jedoch bei einem Gefangenentransport fliehen. Einige Wochen später wurde er in Straubing inhaftiert, konnte aber auch von dort entkommen. Schließlich scharte er einige Kumpane um sich und gründete eine eigene kleine Räuberbande.

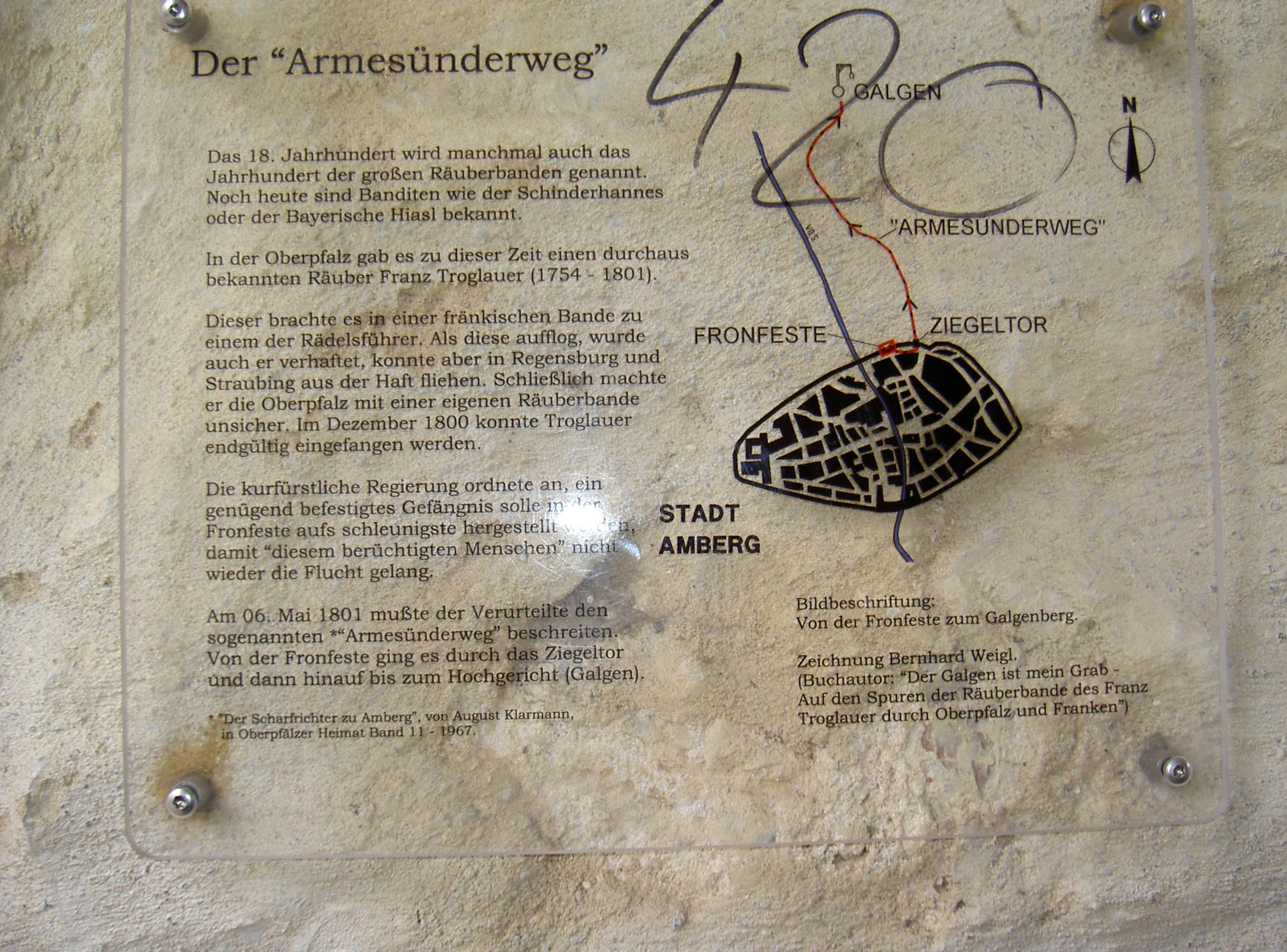
Diesen Weg zum Galgen ging Franz Troglauer 1801.

Von 1799 bis Dezember 1800 trieb Troglauer mit seiner Bande in der gesamten Oberpfalz und in Franken sein Unwesen. Er wurde öffentlich gesucht und hatte nicht mehr viel zu verlieren. Aus Rache für frühere Verhaftungen wollte er den Landrichter Johann Georg  von Grafenstein (1742–1823) auf Parkstein ermorden. Angeblich hatte er diesem schon mehrere Male aufgelauert. Die Regierung in Amberg setzte 100 Gulden Belohnung für denjenigen aus, der Franz Troglauer gefangen nahm. Obwohl Troglauer steckbrieflich gesucht wurde, scheute er sich nicht, mit seiner Bande öffentlich im Wirtshaus zu zechen (im März 1800 in Hirschau). Niemand wagte es, gegen diese Räuber öffentlich vorzugehen.
Er und seine Bande waren in den Methoden durchaus modern. Man hatte einen eigenen Buchdrucker, der für die Herstellung von falschen Pässen, Adelsbriefen und sonstigen Dokumenten sorgte. Durch Gastwirte als Bandenmitglieder hatte man an vielen Orten in der Oberpfalz und in Franken Unterschlupf und die Wirte dienten als Hehler, um die gestohlenen Sachen zu versetzen. Zur Verständigung diente eine eigene Räubersprache.
Auf Troglauers Konto gehen viele Diebstähle und Einbrüche in Kirchen. Ein anderes Delikt war aber die Wilderei, die alleine schon aus Überlebensgründen an der Tagesordnung war.
Im Dezember 1800 gelang es schließlich einem Gerichtsdiener in Freystadt bei Neumarkt, Troglauer festzunehmen. Von dort wurde er nach Amberg transportiert, wo man ihm den Prozess machte. Am 6. Mai 1801 wurde er am Galgen in Amberg am Galgenberg hingerichtet.
Eine Beurteilung Franz Troglauers aus heutiger Sicht ist schwierig. Die zeitgenössischen Akten gehen mit ihm schwer ins Gericht. Man muss hierbei jedoch berücksichtigen, dass alle überlieferten Schriftstücke aus der Hand der Strafverfolger stammen. Ohne einen gewissen Rückhalt in der Bevölkerung hätte sich Troglauer wohl nicht so lange halten können.